# Питсбърг Пенгуинс
Питсбърг Пенгуинс е отбор от НХЛ, основан в Питсбърг, Пенсилвания, САЩ. Отборът се състезава в източната конференция, атлантическа дивизия. Печелили са 5 пъти Купа Стенли в своята история, през 1990 – 91, 1991 – 92, 2008 – 09, 2015 – 16 и 2016 – 17. Питсбърг имат дълго съперничество с другия отбор от Пенсилвания – Филаделфия Флайърс.